# 3막의 비극
3막의 비극(Three Act Tragedy)은 영국의 추리작가 애거사 크리스티의 장편 추리소설로 탐정 에르퀼 푸아로가 등장하는 작품이다. 크리스티의 또다른 탐정 할리 퀸 시리즈의 준주역 새터스웨이트도 등장한다. 1986년 피터 유스티노프 주연의 TV용 영화로 제작되었으며, 데이비드 서쳇 주연의 TV 시리즈로도 방영되었다.

## 등장인물
- 에르퀼 푸아로 : 사립탐정
- 찰스 카트라이트 : 부와 명성을 지닌 명배우
- 새터스웨이트
- 바솔로뮤 스트레인지 : 유명한 정신과 의사. 카트라이트의 친구
- 바이올렛 밀레이 : 카트라이트의 비서
- 메어리 리튼 고어 : 백작 부인
- 로널드 리튼 고어 : 메어리의 남편
- 허미온 리튼 고어(에그) : 메어리 리튼 고어의 딸
- 프레디 데이크리스 : 경마를 좋아하는 대위
- 신시아 데이크리스 : 프레디의 아내
- 스티븐 배빙턴 : 목사
- 마거릿 배빙턴 : 배빙턴 목사의 부인
- 엔젤라 서트클리프 : 배우. 카트라이트의 친구
- 뮤리얼 윌스 : 작가
- 올리버 맨더스 : 저널리스트를 꿈꾸는 청년